# Fiammamonza 1970 2012-2013
Questa voce raccoglie le informazioni riguardanti la Associazione Sportiva Dilettantistica Fiammamonza 1970 nelle competizioni ufficiali della stagione 2012-2013.

## Organigramma societario
Aggiornato a fine stagione 2012-2013.
Area direttiva
- Vicepresidente: Roberto Lo Grasso
- Consigliere: Gaetano Galbiati
- Segretario generale: Giuseppina Damu
- Addetta stampa: Valeria Debbia

## Rosa
| N. |                      | Ruolo | Calciatrice                          |
| -- | -------------------- | ----- | ------------------------------------ |
|    | Italia (bandiera)    | P     | Manuela Cazzaniga                    |
|    | Italia (bandiera)    | P     | Gloria Gelosa                        |
|    | Italia (bandiera)    | P     | Chiara Vignati                       |
|    | Italia (bandiera)    | D     | Corinne Cereda                       |
|    | Italia (bandiera)    | D     | Lidia Cereda                         |
|    | Italia (bandiera)    | D     | Elisa Galbiati                       |
|    | Danimarca (bandiera) | D     | Katherine Damgaard Jensen            |
|    | Italia (bandiera)    | D     | Viola Brambilla                      |
|    | Camerun (bandiera)   | D     | Charlène Rivarole Tchetchoua Nouossa |
|    | Italia (bandiera)    | D     | Elisa Straniero                      |
|    | Italia (bandiera)    | C     | Noemi Maria Ghezzi                   |
|    | Italia (bandiera)    | C     | Alessandra Nencioni                  |
|    | Italia (bandiera)    | C     | Elisabetta Peri                      |

| N. |                   | Ruolo | Calciatrice            |
| -- | ----------------- | ----- | ---------------------- |
|    | Italia (bandiera) | C     | Irene Villa            |
|    | Italia (bandiera) | C     | Gaia Missaglia         |
|    | Italia (bandiera) | C     | Ester Postiglione      |
|    | Italia (bandiera) | C     | Cecilia Re             |
|    | Italia (bandiera) | C     | Paola Zambretti        |
|    | Italia (bandiera) | A     | Martina Brambilla      |
|    | Italia (bandiera) | A     | Giulia Brazzarola      |
|    | Italia (bandiera) | A     | Francesca Bruno        |
|    | Italia (bandiera) | A     | Michela Cambiaghi      |
|    | Italia (bandiera) | A     | Teresa Maria Capovilla |
|    | Italia (bandiera) | A     | Valentina De Luca      |
|    | Italia (bandiera) | A     | Mariane Gaburro        |
|    | Italia (bandiera) | A     | Francesca Mammoliti    |

## Calciomercato

### Sessione estiva
| Acquisti | Acquisti          | Acquisti  | Acquisti   |
| R.       | Nome              | da        | Modalità   |
| -------- | ----------------- | --------- | ---------- |
| C        | Silvia Baldi      | Firenze   | svincolata |
| A        | Valentina De Luca | Real Meda | svincolata |

|  |

### Sessione invernale
|  |

| Cessioni | Cessioni      | Cessioni | Cessioni   |
| R.       | Nome          | a        | Modalità   |
| -------- | ------------- | -------- | ---------- |
| P        | Giada Ferraro |          | svincolata |

## Risultati

### Serie A

#### Girone d'andata
| Arbitro: | Alessandro Maugeri (Acireale) |

|                        |           |                                           |
| De Luca 26’ Ramera 67’ | Marcatori | 3’ Salvatori Rinaldi 14’ Adami 43’ Guagni |

| Arbitro: | Cristian Cudini (Fermo) |

|  |           |                         |
|  | Marcatori | 22’ Ramera 44’ Galbiati |

| Arbitro: | Federico Di Giovanni (Brescia) |

|                        |           |                                      |
| Peretti 20’ Brutti 45’ | Marcatori | 28’, 49’, 75’ Pellizzoni 77’ Fusetti |

| Arbitro: | Simone Degli Esposti (Bologna) |

|                                           |           |                           |
| Sodini 56’ (rig.), 83’ Mastrovincenzo 73’ | Marcatori | 61’ De Luca 92’ Cambiaghi |

| Arbitro: | Luca Pedretti (Lovere) |

|  |           |                                           |
|  | Marcatori | 9’ (rig.) Carminati 65’, 78’, 90+2’ Ricco |

| Arbitro: | Thomas Miniutti (Maniago) |

|                       |           |                   |
| Mason 55’ Girelli 81’ | Marcatori | 44’ (rig.) Ramera |

| Monza 3 novembre 2012, ore 14:30 CET 7ª giornata | Fiammamonza                     | 0 – 0 referto | Mozzanica | Gino Alfonso Sada\| Arbitro: \| Federico Marco Bresich (Milano) \| |
| Arbitro:                                         | Federico Marco Bresich (Milano) |               |           |                                                                    |

| Roma 10 novembre 2012, ore 14:30 CET 8ª giornata | Lazio CF              | 0 – 0 referto | Fiammamonza | Centro sp. La Borghesiana\| Arbitro: \| Davide Meocci (Siena) \| |
| Arbitro:                                         | Davide Meocci (Siena) |               |             |                                                                  |

| Arbitro: | Mario Berger (Pinerolo) |

|  |           |                                      |
|  | Marcatori | 5’ Cavallini 76’ Sedonati 76’ Paroni |

| Arbitro: | Fabio Natilla (Molfetta) |

|                                                                  |           |             |
| Giacinti 2’ Giuliano 15’ Caramia 19’ Pirone 24’ Diodato 48’, 50’ | Marcatori | 33’ De Luca |

| Arbitro: | Angelo Milardi (Torino) |

|               |           |  |
| Cambiaghi 84’ | Marcatori |  |

| Arbitro: | Piero Esposito (Aprilia) |

|                                                                    |           |                   |
| Maendly 23’ Panico 30’, 45’, 74’ Fuselli 41’ Maglia 50’ Casula 78’ | Marcatori | 44’ (rig.) Ramera |

| Arbitro: | Francesco Croce (Novara) |

|                                |           |                                      |
| Damgaard Jensen 38’ Ramera 44’ | Marcatori | 21’ Bonansea 31’ Brayda 74’ Sabatino |

| Arbitro: | Niccolò Zizza (Finale Emilia) |

|  |           |               |
|  | Marcatori | 28’ Brambilla |

| Arbitro: | Mattia Cazzaniga (Lecco) |

|                                            |           |                           |
| Ramera 15’ (rig.), 85’ Damgaard Jensen 72’ | Marcatori | 50’ Perobello 70’ Nicolis |

#### Girone di ritorno
| Arbitro: | Valentina Finzi (Foligno) |

|                  |           |  |
| Ferrati 57’, 80’ | Marcatori |  |

| Arbitro: | Gianluca Andreoletti (Bergamo) |

|                     |           |                          |
| Damgaard Jensen 64’ | Marcatori | 29’ Natalizi 39’ Pugnali |

| Arbitro: | Vito Cernigliaro (Verona) |

|                                                            |           |  |
| Parisi 5’ (rig.), 38’ Oliver 30’ Camporese 71’ Rodella 73’ | Marcatori |  |

| Arbitro: | Enrico Olmo Spolaore (Torino) |

|                           |           |                                            |
| Gaburro 35’ Cambiaghi 45’ | Marcatori | 6’, 7’ Pastore 47’ Tucceri Cimini 65’ Cama |

| Arbitro: | Calogero Modica (Lecco) |

|                                             |           |  |
| Erba 23’, 44’ Fusetti 41’ Cereda 52’ (aut.) | Marcatori |  |

| Arbitro: | Stefano Comunian (Biella) |

|             |           |                                                          |
| Gaburro 75’ | Marcatori | 16’ Karlsson 29’ (rig.) Girelli 48’ Toselli 50’ Gelmetti |

| Arbitro: | Paolo Fusi (Lecco) |

|           |           |             |
| Mauri 10’ | Marcatori | 58’ Gaburro |

| Arbitro: | Paolo Fusi (Lecco) |

|                               |           |                                          |
| Ramera 45’ (rig.) Gaburro 57’ | Marcatori | 54’ Marchese 71’ Pezzotti 93’ Berarducci |

| Arbitro: | Marco Ceolin (Treviso) |

|                              |           |                                          |
| Cavallini 26’, 65’ Lotto 37’ | Marcatori | 13’ Brazzarola 90’ Cambiaghi 93’ Gaburro |

| Arbitro: | David Capelli (Bergamo) |

|  |           |                   |
|  | Marcatori | 43’, 50’ Giacinti |

| Arbitro: | Federico Allegro (Padova) |

|                                |           |  |
| Del Prete 25’ Vicchiarello 90’ | Marcatori |  |

| Arbitro: | Matteo Gariglio (Pinerolo) |

|                   |           |                                                 |
| Ramera 45’ (rig.) | Marcatori | 21’, 90’ Iannella 23’ Panico 30’ Costi 86’ Tona |

| Arbitro: | Stefano Cortinovis (Bergamo) |

|                                                                |           |  |
| Prost 10’ Cernoia 13’ Bonansea 30’, 67’ Sabatino 50’, 70’, 72’ | Marcatori |  |

| Arbitro: | Mario Gallione (La Spezia) |

|  |           |              |
|  | Marcatori | 23’ Barbieri |

| Arbitro: | Antonio Borriello (Torre del Greco) |

|  |           |                       |
|  | Marcatori | 4’, 28’ (rig.) Ramera |

#### Play-out
| Arbitro: | Valerio Amadio (Ascoli Piceno) |

|                                  |           |                 |
| Marchesi 52’ Fiorucci 84’ (rig.) | Marcatori | 63’, 93’ Ramera |

### Coppa Italia

#### Primo turno
Triangolari - Girone 1
| Monza 2 settembre 2012, ore 15:30 CEST Seconda giornata | Fiammamonza | 3 – 1 | Bocconi | Stadio Gino Alfonso Sada |

| Settimo Milanese 5 settembre 2012, ore 15:30 CEST Terza giornata | Inter Milano | 5 – 0 | Fiammamonza | Centro sp. com. Battista Re |

## Statistiche

### Statistiche di squadra
| Competizione       | Punti | In casa | In casa | In casa | In casa | In casa | In casa | In trasferta | In trasferta | In trasferta | In trasferta | In trasferta | In trasferta | Totale | Totale | Totale | Totale | Totale | Totale | DR  |
| Competizione       | Punti | G       | V       | N       | P       | Gf      | Gs      | G            | V            | N            | P            | Gf           | Gs           | G      | V      | N      | P      | Gf     | Gs     | DR  |
| ------------------ | ----- | ------- | ------- | ------- | ------- | ------- | ------- | ------------ | ------------ | ------------ | ------------ | ------------ | ------------ | ------ | ------ | ------ | ------ | ------ | ------ | --- |
| Serie A            | 19    | 15      | 2       | 1       | 12      | 16      | 42      | 15           | 3            | 3            | 9            | 14           | 42           | 30     | 5      | 4      | 21     | 30     | 84     | -54 |
| Serie A - play-out | -     | -       | -       | -       | -       | -       | -       | 1            | 0            | 1            | 0            | 2            | 2            | 1      | 0      | 1      | 0      | 2      | 2      | 0   |
| Coppa Italia       | -     | 1       | 1       | 0       | 0       | 3       | 1       | 1            | 0            | 0            | 1            | 0            | 5            | 2      | 1      | 0      | 1      | 3      | 6      | -3  |
| Totale             | -     | 16      | 3       | 1       | 12      | 19      | 43      | 17           | 3            | 4            | 10           | 16           | 49           | 33     | 6      | 5      | 22     | 35     | 92     | -57 |

### Statistiche dei giocatori
Presenze e reti fatte e subite.
| Giocatore               | Serie A  | Serie A | Serie A     | Serie A    | Coppa Italia | Coppa Italia | Coppa Italia | Coppa Italia | Totale   | Totale | Totale      | Totale     |
| Giocatore               | Presenze | Reti    | Ammonizioni | Espulsioni | Presenze     | Reti         | Ammonizioni  | Espulsioni   | Presenze | Reti   | Ammonizioni | Espulsioni |
| ----------------------- | -------- | ------- | ----------- | ---------- | ------------ | ------------ | ------------ | ------------ | -------- | ------ | ----------- | ---------- |
| S. Baldi                | 14       | 0       | 2           | 0          | 0            | 0            | 0            | 0            | 14       | 0      | 2           | 0          |
| A.R. Belloni            | 1        | 0       | 0           | 0          | 0            | 0            | 0            | 0            | 1        | 0      | 0           | 0          |
| M. Brambilla            | 12       | 0       | 1           | 0          | 0            | 0            | 0            | 0            | 12       | 0      | 1           | 0          |
| V. Brambilla            | 29       | 2       | 1           | 0          | 0            | 0            | 0            | 0            | 29       | 2      | 1           | 0          |
| G. Brazzarola           | 25       | 1       | 0           | 0          | 0            | 0            | 0            | 0            | 25       | 1      | 0           | 0          |
| F. Bruno                | 1        | 0       | 0           | 0          | 0            | 0            | 0            | 0            | 1        | 0      | 0           | 0          |
| M. Cambiaghi            | 23       | 4       | 0           | 0          | 0            | 0            | 0            | 0            | 23       | 4      | 0           | 0          |
| C. Cereda               | 1        | 0       | 0           | 0          | 0            | 0            | 0            | 0            | 1        | 0      | 0           | 0          |
| L. Cereda               | 25       | 0       | 0           | 0          | 0            | 0            | 0            | 0            | 25       | 0      | 0           | 0          |
| C. D'Andolfo            | 16       | 0       | 1           | 0          | 0            | 0            | 0            | 0            | 16       | 0      | 1           | 0          |
| K. Damgaard Jensen      | 22       | 3       | 5           | 1          | 0            | 0            | 0            | 0            | 22       | 3      | 5           | 1          |
| V. De Luca              | 21       | 3       | 0           | 0          | 0            | 0            | 0            | 0            | 21       | 3      | 0           | 0          |
| G. Ferraro              | 14       | -32     | 0           | 0          | 0            | 0            | 0            | 0            | 14       | -32    | 0           | 0          |
| A. Foti                 | 1        | 0       | 0           | 0          | 0            | 0            | 0            | 0            | 1        | 0      | 0           | 0          |
| M. Gaburro              | 22       | 5       | 3           | 0          | 0            | 0            | 0            | 0            | 22       | 5      | 3           | 0          |
| E. Galbiati             | 29       | 1       | 3           | 1          | 0            | 0            | 0            | 0            | 29       | 1      | 3           | 1          |
| M. Mirandola            | 2        | 0       | 0           | 0          | 0            | 0            | 0            | 0            | 2        | 0      | 0           | 0          |
| G. Missaglia            | 14       | 0       | 1           | 0          | 0            | 0            | 0            | 0            | 14       | 0      | 1           | 0          |
| M.M. Morelli            | 10       | 0       | 1           | 0          | 0            | 0            | 0            | 0            | 10       | 0      | 1           | 0          |
| A. Nencioni             | 2        | 0       | 0           | 0          | 0            | 0            | 0            | 0            | 2        | 0      | 0           | 0          |
| E. Postiglione          | 1        | 0       | 0           | 0          | 0            | 0            | 0            | 0            | 1        | 0      | 0           | 0          |
| N. Ramera               | 28       | 11      | 5           | 1          | 0            | 0            | 0            | 0            | 28       | 11     | 5           | 1          |
| C. Re                   | 17       | 0       | 2           | 0          | 0            | 0            | 0            | 0            | 17       | 0      | 2           | 0          |
| E. Ripamonti            | 11       | -36     | 1           | 0          | 0            | 0            | 0            | 0            | 11       | -36    | 1           | 0          |
| E. Straniero            | 0        | 0       | 0           | 0          | 0            | 0            | 0            | 0            | 0        | 0      | 0           | 0          |
| R.C. Tchetchoua Nouossa | 6        | 0       | 0           | 0          | 0            | 0            | 0            | 0            | 6        | 0      | 0           | 0          |
| M. Tolda                | 23       | 0       | 4           | 1          | 0            | 0            | 0            | 0            | 23       | 0      | 4           | 1          |
| C. Vignati              | 7        | -15     | 0           | 0          | 0            | 0            | 0            | 0            | 7        | -15    | 0           | 0          |
| P. Zambetti             | 28       | 0       | 3           | 0          | 0            | 0            | 0            | 0            | 28       | 0      | 3           | 0          |